# Musaranya de Millet
La musaranya de Millet (Sorex coronatus) o musaranya tricolor és un petit mamífer insectívor(micromamífer) de la família dels sorícids que viu a la península Ibèrica, Àustria, Bèlgica, França, Alemanya, Liechtenstein, Països Baixos, Suïssa i el Regne Unit.
És una espècie de distribució atlàntica que viu al nord de la península Ibèrica, des de Galícia i la serralada Cantàbrica als Pirineus Centrals i al nord del sistema Ibèric. A Catalunya es pot trobar a la part més occidentals dels Pirineus, sobretot a la Vall d'Aran. És força més rara que la musaranya cuaquadrada amb la qual de vegades comparteix l'espai. Llavors, per evitar la competència, la musaranya de Millet preferiria indrets menys elevats.

## Descripció
És pràcticament idèntica a la musaranya cuaquadrada, tant pel que fa a les dimensions com a la morfologia. Presenta una cua llarga (equival a 2/3 parts de la longitud del cap, més el cos), de secció quadrada a la base, no té pèls llargs esparsos entre els de recobriment, les orelles queden amagades entre els pèls del cap, i les puntes de les dents són de color vermell intens.
La coloració general té un aspecte tricolor: marró fosc pel dors, marró més clar pels flancs i gris o marró pàl·lid pel ventre. Les tres franges de color es diferencien perfectament, tot i que la transició de l'una a l'altra és més o menys gradual.
Dimensions corporals: cap + cos (6,7-7,6 cm) i cua (4,3-4,9 cm).
Pes: 6-10 g.

## Hàbitat
Pinedes, vores de rius, pastures i altres indrets humits de muntanya.

## Costums
Per capturar cucs de terra i altres invertebrats subterranis, excava galeries al sòl ajudant-se del musell i les potes anteriors, o bé s'introdueix als caus excavats per talpons i altres animals.
És activa tant de dia com de nit.

## Sinònims
- euronotus, Miller, 1901
- fretalis, Miller, 1909
- gemellus, Stepanek, 1968
- personatus, Millet, 1828
- santonus, Mottaz, 1906

## Espècies semblants
La musaranya cuaquadrada tendeix a ser bicolor, i en tot cas, els exemplars tricolors no presenten les tres franges de color tan clarament separades.
La musaranya menuda eurasiàtica és més petita, té la cua relativament més llarga (equival a 3/4 parts de la longitud del cap més el cos) i de secció circular a la base.